# Resolució 682 del Consell de Seguretat de les Nacions Unides
La Resolució 682 del Consell de Seguretat de les Nacions Unides, adoptada per unanimitat el 21 de desembre de 1990 després de recordar la Resolució 186 (1964) i totes les resolucions sobre Xipre fins a la més recent Resolució 680 (1990), El Consell expressa la seva preocupació pel que fa a la "crisi financera crònica i cada vegada més profunda" enfront de la Força de les Nacions Unides pel Manteniment de la Pau a Xipre.
En aquest sentit, la resolució actual va decidir examinar els problemes de finançament de la Força i reportar-los abans de l'1 de juny de 1991 al respecte, amb vista a posar en pràctica un mètode alternatiu de finançament de la Força. Els membres del Consell no van considerar retirar la Força de l'illa, i van notar la seva necessitat com una valuosa missió de manteniment de la pau.